# Raisa Emolajevna Aronova
‎
Raisa Jermolajevna Aronova, sovjetska (ruska) častnica, vojaška pilotinja in heroj Sovjetske zveze, * 10. februar 1920, Saratov, † 20. december 1982, Moskva.

## Življenjepis
Pustila je srednjo šolo, nato pa je končala šolanje v aeroklubu in Kalininov inštitut za agrokulturno mehanizacijo; leta 1940 se je prepisala na moskovski letalski inštitut.
Oktobra 1941 je vstopila v Rdečo armado. Naslednje leto je končala vojaškopilotsko šolo in hkrati postala članica KPSZ.
Od maja 1942 je sodelovala v bojih v sestavi 4. letalske armade; tako je sodelovala v obrambi Kavkaza, čiščenju Krima, Belorusije, Poljske in zavzemanju Nemčije.
Leta 1952 je končala Inštitut za tuje jezike. Umrla je 20. decembra 1982; pokopana je v Moskvi.

## Odlikovanja
- heroj Sovjetske zveze: 15. maj 1946 (№ 8961)
- red Lenina: 15. maj 1946
- 2x red rdeče zastave: 1943 in 1945
- red domovinske stopnje 1. stopnje: 1944
- red rdeče zvezde: 1942
- medalja »Za obrambo Kavkaza«
- medalja »Za zmago nad Nemčijo v veliki domovinski vojni 1941-1945«